# Muraltia spicata
Muraltia spicata är en jungfrulinsväxtart som beskrevs av Harry Bolus. Muraltia spicata ingår i släktet Muraltia och familjen jungfrulinsväxter. Inga underarter finns listade i Catalogue of Life.